# Ohladów
Ohladów (ukr. Оглядів) – wieś na Ukrainie, w obwodzie lwowskim, w rejonie szeptyckim.
Wieś prawa wołoskiego, położona była w drugiej połowie XV wieku w województwie bełskim. Wieś starostwa szczurowickiego, położona była w XVIII wieku w powiecie buskim. W II Rzeczypospolitej miejscowość była siedzibą gminy wiejskiej Ohladów w powiecie radziechowskim województwa tarnopolskiego.
Do 2020 w rejonie radziechowskim.
Miejscowość liczy 991 mieszkańców w 2020 roku.